# Associazione Calcio Fanfulla 1874 1981-1982
Questa voce raccoglie le informazioni riguardanti l'Associazione Calcio Fanfulla 1874 nelle competizioni ufficiali della stagione 1981-1982.

## Stagione
I bianconeri lodigiani terminano il girone A del campionato di Serie C2 al quarto posto con 39 punti.

## Rosa
| N. |                   | Ruolo | Calciatore        |
| -- | ----------------- | ----- | ----------------- |
|    | Italia (bandiera) | A     | Virginio Araldi   |
|    | Italia (bandiera) | D     | Fabrizio Bobbiesi |
|    | Italia (bandiera) | D     | Mauro Cappelletti |
|    | Italia (bandiera) | D     | Claudio Colombi   |
|    | Italia (bandiera) | C     | Ezio Corbetta     |
|    | Italia (bandiera) | C     | Aristide Curti    |
|    | Italia (bandiera) | D     | Stefano D'Adda    |
|    | Italia (bandiera) | A     | Luigi Dennunzio   |
|    | Italia (bandiera) | P     | Claudio Fadoni    |
|    | Italia (bandiera) | D     | Giuseppe Freschi  |

| N. |                   | Ruolo | Calciatore           |
| -- | ----------------- | ----- | -------------------- |
|    | Italia (bandiera) | A     | Giuseppe Giavardi    |
|    | Italia (bandiera) | C     | Roberto Labadini     |
|    | Italia (bandiera) | D     | Agostino Lameri      |
|    | Italia (bandiera) | C     | Enrico Magrini       |
|    | Italia (bandiera) | D     | Mario Milanesi       |
|    | Italia (bandiera) | D     | Gianmario Piacentini |
|    | Italia (bandiera) | A     | Emilio Rossi         |
|    | Italia (bandiera) | A     | Michele Ruffinoni    |
|    | Italia (bandiera) | P     | Maurizio Spelta      |
|    | Italia (bandiera) | C     | Alessandro Tirloni   |

## Risultati

### Campionato

#### Girone di andata
| 20 settembre 1981 1ª giornata | Savona | 1 – 0 | Fanfulla |  |

| 27 settembre 1981 2ª giornata | Fanfulla | 0 – 1 | Pro Patria |  |

| 4 ottobre 1981 3ª giornata | Vogherese | 1 – 3 | Fanfulla |  |

| 11 ottobre 1981 4ª giornata | Fanfulla | 2 – 1 | Pergocrema |  |

| 18 ottobre 1981 5ª giornata | Omegna | 1 – 2 | Fanfulla |  |

| 25 ottobre 1981 6ª giornata | Fanfulla | 0 – 0 | Spezia |  |

| 1º novembre 1981 7ª giornata | Seregno | 0 – 0 | Fanfulla |  |

| 8 novembre 1981 8ª giornata | Fanfulla | 2 – 0 | Casatese |  |

| 15 novembre 1982 9ª giornata | Fanfulla | 0 – 1 | Carrarese |  |

| 22 novembre 1981 10ª giornata | Casale | 0 – 0 | Fanfulla |  |

| 29 novembre 1981 11ª giornata | Fanfulla | 1 – 0 | Derthona |  |

| 6 dicembre 1981 12ª giornata | Legnano | 0 – 0 | Fanfulla |  |

| 13 dicembre 1981 13ª giornata | Fanfulla | 0 – 0 | Novara |  |

| 20 dicembre 1981 14ª giornata | Lecco | 1 – 0 | Fanfulla |  |

| 3 gennaio 1982 15ª giornata | Fanfulla | 3 – 1 | Pavia |  |

| 10 gennaio 1982 16ª giornata | Virescit Bergamo | 1 – 2 | Fanfulla |  |

| 17 gennaio 1981 17ª giornata | Fanfulla | 1 – 0 | Imperia |  |

#### Girone di ritorno
| 24 gennaio 1982 18ª giornata | Fanfulla | 0 – 0 | Savona |  |

| 31 gennaio 1982 19ª giornata | Pro Patria | 1 – 1 | Fanfulla |  |

| 7 febbraio 1982 20ª giornata | Fanfulla | 0 – 0 | Vogherese |  |

| 14 febbraio 1982 21ª giornata | Pergocrema | 1 – 0 | Fanfulla |  |

| 21 febbraio 1982 22ª giornata | Fanfulla | 2 – 0 | Omegna |  |

| 28 febbraio 1982 23ª giornata | Spezia | 1 – 1 | Fanfulla |  |

| 7 marzo 1982 24ª giornata | Fanfulla | 1 – 1 | Seregno |  |

| 21 marzo 1982 25ª giornata | Casatese | 0 – 4 | Fanfulla |  |

| 28 marzo 1982 26ª giornata | Carrarese | 1 – 1 | Fanfulla |  |

| 4 aprile 1982 27ª giornata | Fanfulla | 0 – 0 | Casale |  |

| 18 aprile 1982 28ª giornata | Derthona | 3 – 1 | Fanfulla |  |

| 25 aprile 1982 29ª giornata | Fanfulla | 0 – 0 | Legnano |  |

| 2 maggio 1982 30ª giornata | Novara | 2 – 1 | Fanfulla |  |

| 9 maggio 1982 31ª giornata | Fanfulla | 3 – 2 | Lecco |  |

| 16 maggio 1982 32ª giornata | Pavia | 0 – 1 | Fanfulla |  |

| 23 maggio 1982 33ª giornata | Fanfulla | 2 – 1 | Virescit Bergamo |  |

| 30 maggio 1982 34ª giornata | Imperia | 2 – 1 | Fanfulla |  |